# Первый кабинет Бориса Джонсона
Первый кабинет Бориса Джонсона (англ. First Johnson ministry) — 98-е (с момента образования в 1707 году Королевства Великобритания) правительство Великобритании, действующее с 24 июля 2019 года по 16 декабря 2019 года под председательством Бориса Джонсона.

## Формирование
24 мая 2019 года Тереза Мэй объявила о том что она подаёт в отставку с поста лидера Консервативной партии и, следовательно, с поста премьер-министра, после того, как трижды не смогла обеспечить прохождение через Палату общин своего Соглашения о выходе Великобритании из Европейского союза, в результате чего Великобритания покинула бы Европейский Союз. Её заявление также последовало за очень плохими показателями Консервативной партии на выборах Великобритании в Европарламент в 2019 году. Её отставка с поста лидера консерваторов вступила в силу 7 июня 2019 года.
Бывший мэр Лондона и министр иностранных дел Борис Джонсон был избран преемником Терезы Мэй 23 июля 2019 года. Он был назначен премьер-министром на следующий день королевой Елизаветой II. Джонсон наследовал правительство меньшинства, поддержанное соглашением о вотуме доверия с Демократической юнионистской партией Северной Ирландии.
Джонсон описал свой кабинет как «кабинет для современной Британии» в том, что было описано как «этнически разнообразное, но идеологически однородное заявление о намерениях». Четверть кабинета занимают женщины; Кабинет также имеет рекордных четырёх старших министров (17 %) и двух присутствующих в кабинете министров из числа этнических меньшинств. Тем не менее, 64 % тех, кто участвует в Кабинете, учились в платных школах; 48 % учились в Оксфорде или Кембридже.

## Состав правительства[4]
| Должность                                                                                                  | Имя                                           | Партия         | Портрет         | Примечания                         |
| --- | --------------------------------------------- | -------------- | --------------- | ---------------------------------- |
| Премьер-министр, первый лорд казначейства, министр по делам государственной службы, министр по делам Союза | достопочтенный Борис Джонсон                  | Консервативная |                 |                                    |
| Первый государственный секретарь, Министр иностранных дел                                                  | достопочтенный Доминик Рааб                   | Консервативная |                 | [ 5 ] [ 6 ]                        |
| Канцлер казначейства, второй лорд казначейства                                                             | достопочтенный Саджид Джавид                  | Консервативная |                 | [ 7 ] [ 8 ]                        |
| Министр внутренних дел                                                                                     | достопочтенная Прити Пател                    | Консервативная |                 | [ 9 ] [ 10 ]                       |
| Канцлер герцогства Ланкастерского                                                                          | достопочтенный Майкл Гоув                     | Консервативная |                 | [ 11 ]                             |
| Министр юстиции, лорд-канцлер                                                                              | Роберт Бакленд                                | Консервативная |                 | [ 12 ]                             |
| Министр по выходу из Европейского союза                                                                    | достопочтенный Стивен Баркли                  | Консервативная |                 | [ 13 ]                             |
| Министр обороны                                                                                            | достопочтенный Бен Уоллес                     | Консервативная |                 | [ 14 ]                             |
| Министр здравоохранения и социального обеспечения                                                          | достопочтенный Мэттью Хэнкок                  | Консервативная |                 | [ 15 ]                             |
| Министр по делам бизнеса, энергетики и промышленного развития                                              | достопочтенная Андреа Ледсом                  | Консервативная |                 | [ 16 ]                             |
| Министр международной торговли, Президент Совета по торговле                                               | достопочтенная Лиз Трасс                      | Консервативная |                 | [ 17 ]                             |
| министр по делам женщин и равных возможностей                                                              | достопочтенная Лиз Трасс                      | Консервативная |                 | С 10 сентября 2019                 |
| министр по делам женщин и равных возможностей                                                              | достопочтенная Эмбер Радд                     | Консервативная |                 | До 7 сентября 2019                 |
| Министр труда и пенсий                                                                                     | достопочтенная Эмбер Радд                     | Консервативная | . До 07.09.2019 |                                    |
| Министр труда и пенсий                                                                                     | Тереза Коффи                                  | Консервативная |                 | С 8 сентября 2019                  |
| Министр образования                                                                                        | достопочтенный Гэвин Уильямсон                | Консервативная |                 | [ 20 ]                             |
| Министр по делам окружающей среды, продовольствия и сельского хозяйства                                    | достопочтенная Тереза Вильерс                 | Консервативная |                 | [ 21 ]                             |
| Министр жилищно-коммунального хозяйства и местного самоуправления                                          | достопочтенный Роберт Дженрик                 | Консервативная |                 | [ 22 ]                             |
| Министр транспорта                                                                                         | достопочтенный Грант Шэппс                    | Консервативная |                 | [ 23 ]                             |
| Министр по делам Северной Ирландии                                                                         | достопочтенный Джулиан Смит                   | Консервативная |                 | [ 24 ]                             |
| Министр по делам Шотландии                                                                                 | достопочтенный Алистер Джек                   | Консервативная |                 | [ 25 ]                             |
| Министр по делам Уэльса                                                                                    | достопочтенный Алан Кэрнс                     | Консервативная |                 | . В отставке с 6 ноября 2019 года. |
| Лидер Палаты лордов, Лорд-хранитель Малой печати                                                           | достопочтенная баронесса Эванс Боуэс Паркская | Консервативная |                 | [ 28 ]                             |
| Министр по вопросам цифровых технологий, культуры, средств массовой информации и спорта                    | достопочтенная Ники Морган                    | Консервативная |                 | [ 29 ]                             |
| Министр международного развития                                                                            | достопочтенный Алок Шарма                     | Консервативная |                 | [ 30 ]                             |
| Министр без портфеля, председатель Консервативной партии                                                   | Джеймс Клеверли                               | Консервативная |                 | [ 31 ]                             |
| Также имеют право участвовать в заседаниях Кабинета                                                        |                                               |                |                 |                                    |
| Главный секретарь Казначейства                                                                             | достопочтенный Риши Сунак                     | Консервативная |                 | [ 32 ]                             |
| Лорд-председатель Совета, лидер Палаты общин                                                               | достопочтенный Джейкоб Рис-Могг               | Консервативная |                 | [ 33 ]                             |
| Главный парламентский организатор, Парламентский секретарь Казначейства                                    | достопочтенный Марк Спенсер                   | Консервативная |                 | [ 34 ] [ 35 ]                      |
| Генеральный атторней Англии и Уэльса                                                                       | достопочтенный Джеффри Кокс                   | Консервативная |                 | [ 36 ]                             |
| Государственный министр по делам предпринимательства и энергетики                                          | достопочтенный Квази Квартенг                 | Консервативная |                 | [ 37 ]                             |
| Генеральный казначей, Министр канцелярии кабинета                                                          | достопочтенный Оливер Доуден                  | Консервативная |                 | [ 38 ]                             |
| Государственный министр по осуществлению проекта «Северный энергоблок»                                     | достопочтенный Джейк Берри                    | Консервативная |                 | [ 39 ] [ 40 ]                      |
| Государственный министр жилищного строительства                                                            | достопочтенная Эстер Макви                    | Консервативная |                 | [ 41 ]                             |
| Государственный министр по делам университетов                                                             | достопочтенный Джо Джонсон                    | Консервативная |                 | . До 05.09.2019                    |
| Государственный министр окружающей среды, продовольствия, сельского хозяйства и международного развития    | Зак Голдсмит                                  | Консервативная |                 | с 10 сентября 2019                 |
| Государственный министр по вопросам безопасности                                                           | достопочтенный Брэндон Льюис                  | Консервативная |                 | [ 44 ]                             |

## История
28 августа 2019 года Борис Джонсон обратился к королеве Елизавете II с просьбой приостановить сессию парламента с 10 сентября с тем, чтобы депутаты вернулись к работе 14 октября, за две недели до 31 октября, крайней даты подписания соглашения с Евросоюзом об условиях выхода из него Великобритании.
3 сентября 2019 года в Палате общин состоялось голосование за второй парламентский акт 2019 года о выходе Великобритании из ЕС, который вопреки позиции премьер-министра, назвавшего его «корбиновским актом о капитуляции», предполагал возможность переноса выхода на новую дату после 31 октября. Итоги голосования принесли поражение правительству — 328 депутатов поддержали законопроект, и только 301 — премьер-министра. При этом группа консерваторов численностью в 21 человек (среди них бывшие члены Кабинета Филип Хэммонд, Дэвид Гок, Оливер Летвин и другие) проголосовала против Кабинета, что стало решающим фактором его поражения. После исключения «мятежников» из партии правительственная коалиция в парламенте стала насчитывать 298 депутатов, а оппозиция — 341.
11 сентября Сессионный суд Шотландии удовлетворил иск депутата от Шотландской национальной партии Джоанны Черри о признании приостановки парламента незаконной.
24 сентября Верховный суд Великобритании вынес решение о незаконности обращения Джонсона к королеве с инициативой о приостановке работы парламента.
29 октября 2019 года Борис Джонсон восстановил в партии 10 депутатов из 21, исключённых в сентябре.
12 декабря 2019 года консерваторы одержали убедительную победу на досрочных парламентских выборах, получив 365 мандатов из 650 (лейбористы потерпели сокрушительное поражение, завоевав лишь 203 депутатских кресла).